# Devian
Devian fue una banda de sueca de heavy metal formada en el 2006 por dos exintegrantes de Marduk; Legion y Emil. Originalmente se llamaban Rebel Angels, el cual cambiaron a Elizium y finalmente se convirtió en Devian, ya que la banda se dio cuenta de que Elizium era un nombre muy utilizado, y su nuevo nombre sonaba más misterioso y siniestro.
Hasta la fecha han lanzado dos álbumes, Ninewinged Serpent en el 2007 y God To The Illfated en el 2008.
Legion dejó la banda en el 2010, para dedicarse más tiempo a su trabajo como tatuador.

## Discografía
- Ninewinged Serpent (2007)
- God to the Illfated (2008)

## Miembros

### Miembros actuales
- Joinus - guitarra y voz
- Tomas Nilsson - guitarra
- Carl Stjärnlöv - bajo
- Emil Dragutinovic - batería

### Miembros anteriores
- Legion - Voz
- Marcus Lundberg - guitarra
- Roberth Karlsson - bajo